# Allegri masnadieri
Allegri masnadieri è un film del 1937 diretto da Marco Elter.

## Trama
Due imbranati servitori hanno l'incarico di ricondurre a casa la figlia del loro padrone, fuggita su un brigantino corsaro per sfuggire dalle nozze con un nobile cui era destinata da tempo. Il veliero ospita un prigioniero: è l'uomo di cui la ragazza è innamorata. Costui riesce a liberarsi e provoca il naufragio del brigantino, consentendo alla ragazza e ai due servi di salvarsi.